# Halichondria velamentosa
Halichondria velamentosa är en svampdjursart som först beskrevs av Hansen 1885.  Halichondria velamentosa ingår i släktet Halichondria och familjen Halichondriidae.
Artens utbredningsområde är Norge. Inga underarter finns listade i Catalogue of Life.